# Sébété
Sébété is een gemeente (commune) in de regio Koulikoro in Mali. De gemeente telt 4100 inwoners (2009).
De gemeente bestaat uit de volgende plaatsen:
- Bengo
- Bougoula
- Dembabougou
- Fanimbougou
- Korcia
- Sallé
- Sébété
- Seméné
- Sirako Petit
- Siribila